# (8865) Yakiimo
(8865) Yakiimo (1992 AF) – planetoida z grupy pasa głównego asteroid okrążająca Słońce w ciągu 5,22 lat w średniej odległości 3,01 au. Odkryta 1 stycznia 1992 roku.